# Theretra incarnata
Espèce
Theretra incarnata est une espèce d'insectes lépidoptères de la famille des Sphingidae, de la sous-famille des Macroglossinae, de la tribu des Macroglossini, de la sous-tribu des Choerocampina et du genre Theretra.

## Description
Imago
L'espèce est très similaire à Theretra clotho clotho. Sur le dessus de l'abdomen il manque une paire de plaques latérales noires à la basequi sont présents chez Theretra Clotho Clotho. La face dorsale de l'aile antérieure se différencie par la ligne oblique postmédiane qui plus sombre beaucoup plus marquée.

## Répartition et habitat
Répartition
L'espèce se trouve en Indonésie et en Australie.

## Systématique
- L'espèce Theretra incarnata a été décrite par les entomologistes Lionel Walter Rothschild et Karl Jordan en 1903[1].